# 拐芹
拐芹（学名：Angelica polymorpha）为伞形科当归属的植物。分布在日本以及中国大陆的江苏、东北各地及河北、山东等地，生长于海拔300米至2,000米的地区，一般生长在杂木林下、灌丛间、山沟溪流旁及阴湿草丛中，目前尚未由人工引种栽培。

## 别名
拐子芹、倒钩芹、紫杆芹（辽宁）、山芹菜（辽宁、山东）、独活（山东）、白根独活（东北植物检索表）、拐芹当归（东北草本植物志）